# St. Hanshaugen
St. Hanshaugen – dzielnica Oslo. Z centralną dzielnicą miasta, Sentrum, sąsiaduje od południa. W 2018 dzielnica liczyła 39 094 mieszkańców. Ma powierzchnię 3,6 km².

## Galeria

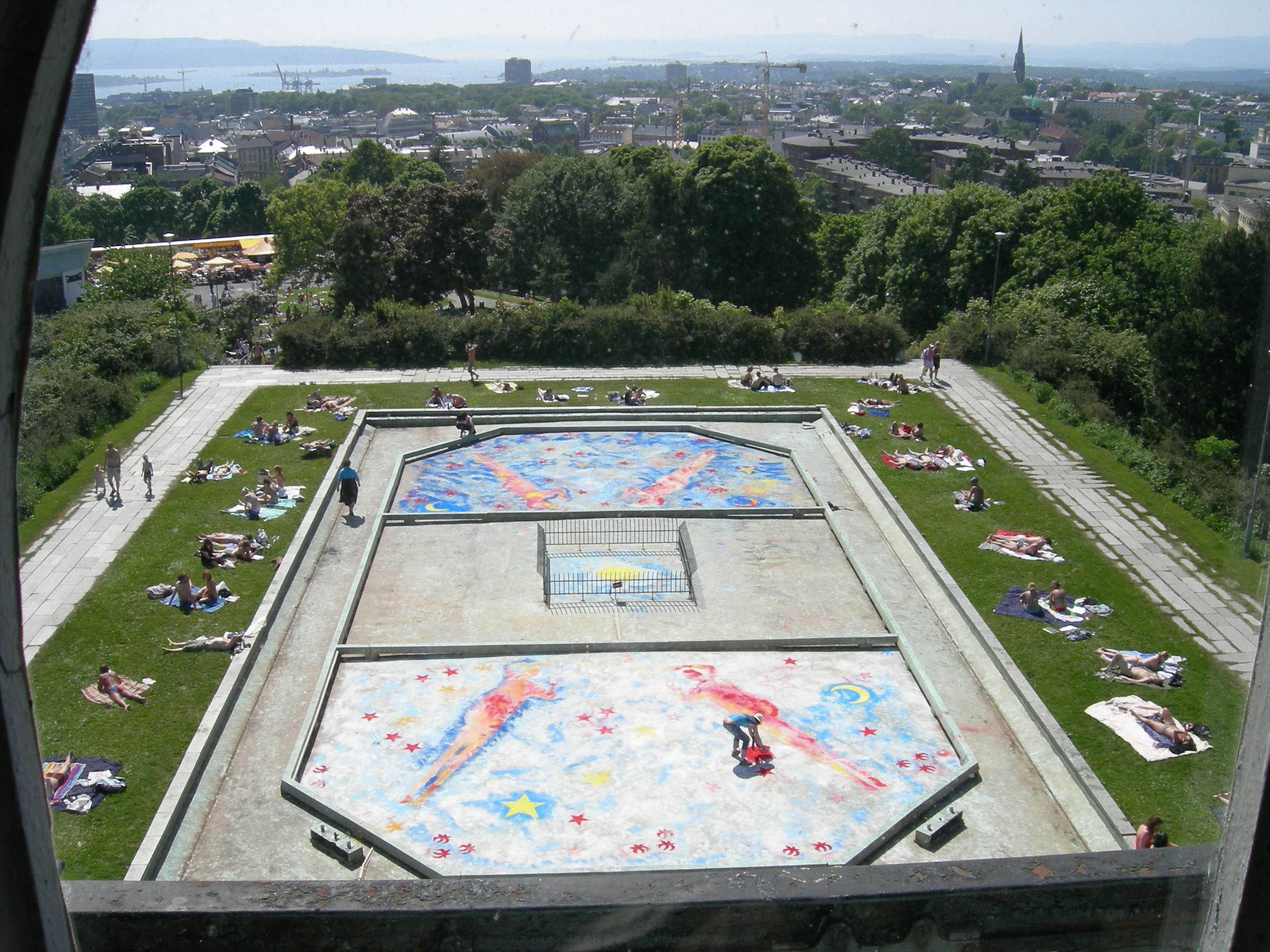
Park St. Hanshaugen
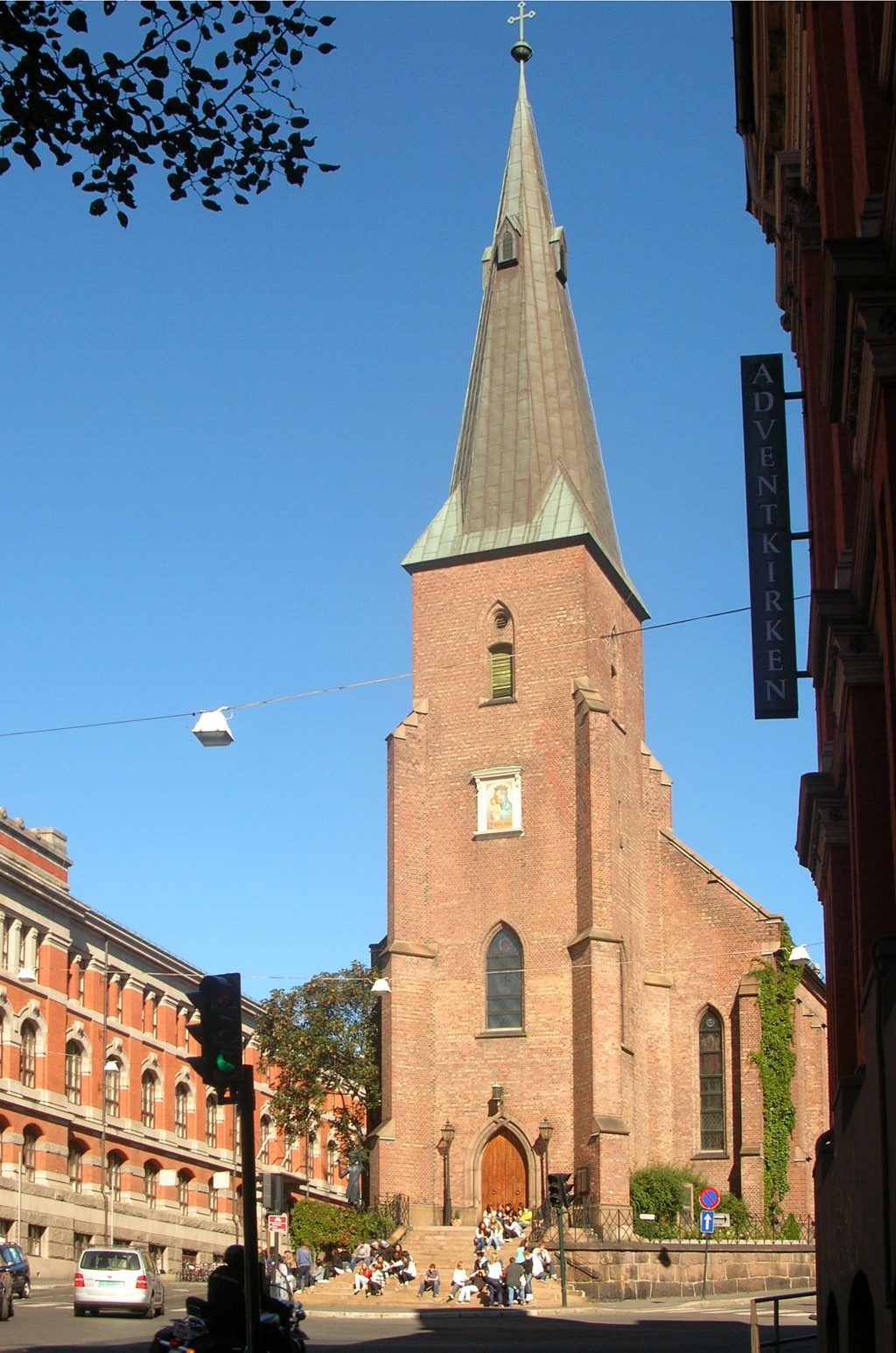
Katedra św. Olafa
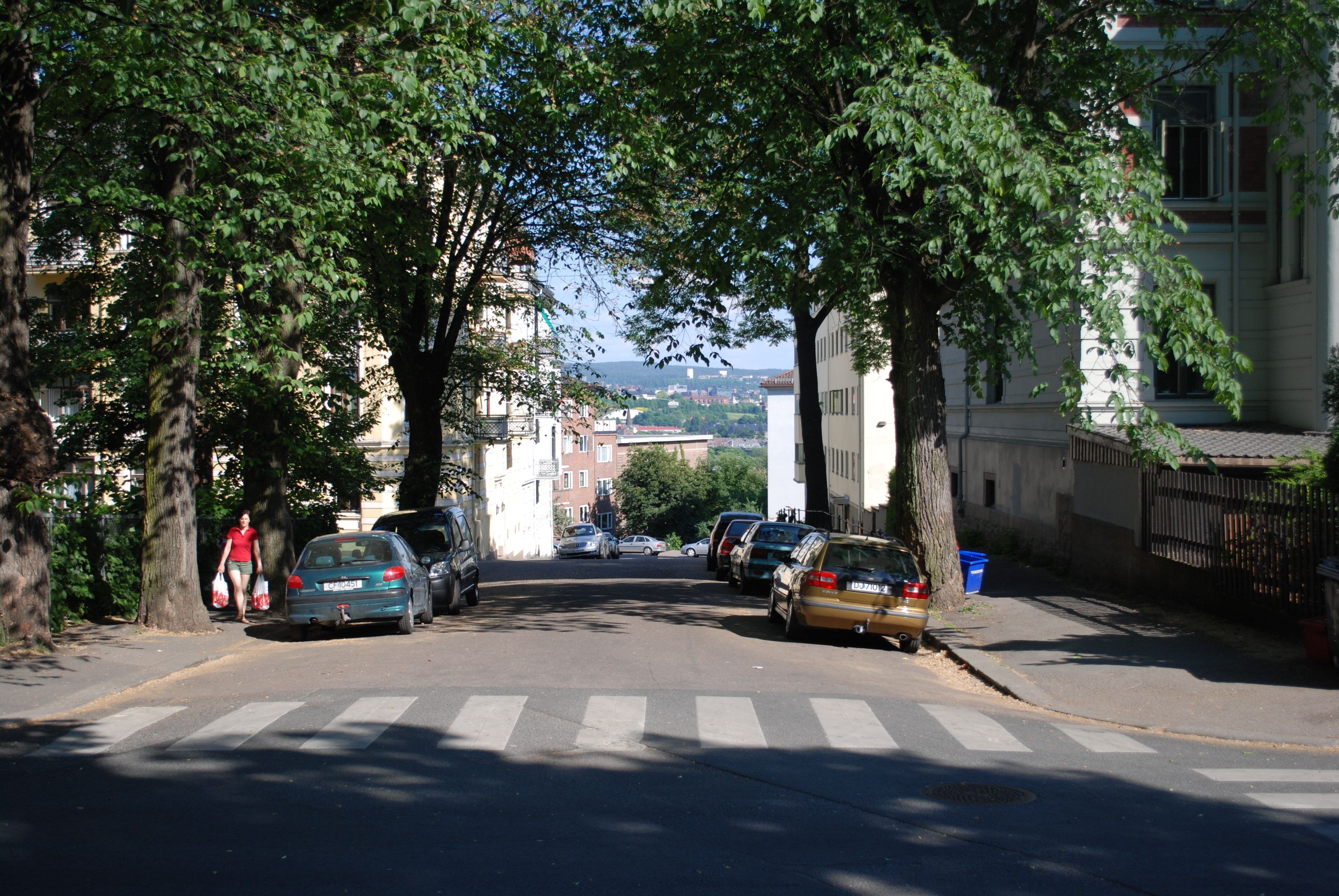
Brandts Gate
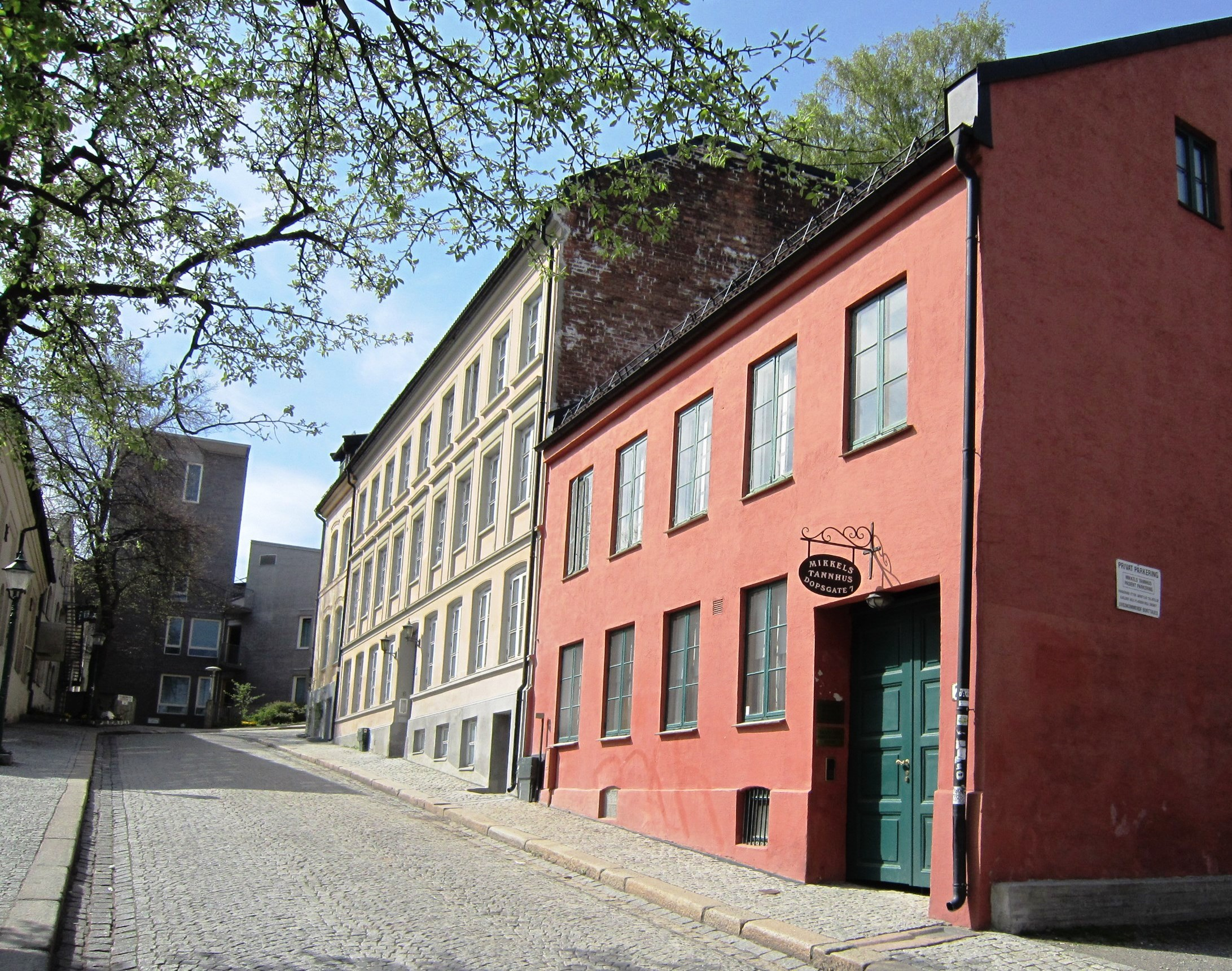
Dops Gate